# Xinhui
Xinhui is een district met ongeveer 740.000 inwoners, in de stadsprefectuur Jiangmen. Xinhui maakt deel uit van het gebied Siyi. In Xinhui wordt Xinhuihua en soms ook Standaardkantonees als moedertaal gesproken. Vroeger werd Xinhui ook wel Kong Chow (岡州) genoemd. Verschillende geboortestreekverenigingen in Amerika en Zuidoost-Azië dragen nog steeds deze naam.

## Geografie

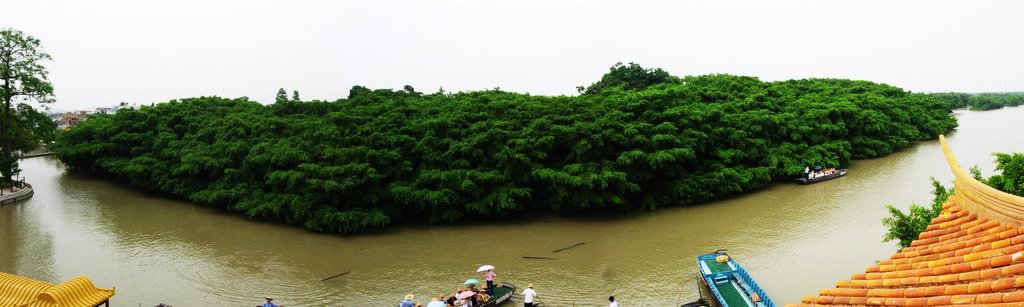
Vogeltjesparadijs

Xinhui grenst in het zuiden aan de Zuid-Chinese Zee en het gebied is van het westen naar het oosten 46,6 kilometer en van het noorden naar het zuiden 55 kilometer. Xinhui ligt ten westen van stadsprefectuur Zhongshan, ten noordwesten van Doumen 斗门区, ten noordoosten van Taishan, ten oosten van Kaiping en ten zuidoosten van Heshan. Xinhui heeft een 14,9 kilometer lange zeekust en een oppervlakte van 1349,1 km².
Xinhui is verdeeld in één subdistrict en tien grote gemeentes.
- subdistrict Huicheng 会城街道
- grote gemeente Daze 大泽镇
- grote gemeente Siqian 司前镇
- grote gemeente Shadui 沙堆镇
- grote gemeente Gujing 古井镇
- grote gemeente Sanjiang 三江镇
- grote gemeente Yamen 崖门镇
- grote gemeente Shuangshui 双水镇
- grote gemeente Luokeng 罗坑镇
- grote gemeente Da'ao 大鳌镇
- grote gemeente Muzhou 睦洲镇

## Demografie
De bevolking van stadsarrondissement Xinhui bestaat hoofdzakelijk uit Kantonezen. Slechts een klein deel is Hakka.
| subdistrict/grote gemeente | oppervlakte | aantal inwoners | plaats van overheidsgebouw | postcode             | aantal mensen per km² |
| -------------------------- | ----------- | --------------- | -------------------------- | -------------------- | --------------------- |
| Huicheng                   | 140.66      | 265.170         | Xinqiaostraat 9            | 529100/529156        | 1885                  |
| Daze                       | 86.69       | 38.943          | Dezemarkt                  | 529162               | 449                   |
| Siqian                     | 88.77       | 66.300          | Siqianmarkt                | 529159               | 747                   |
| Luokeng                    | 120.4       | 38.787          | Chengchongmarkt            | 529157               | 322                   |
| Shuangshui                 | 206.6       | 97.925          | Kangningstraat 1           | 529153/529154/529155 | 474                   |
| Yamen                      | 281.25      | 39.506          | Huangchongmarkt            | 529149/529152        | 140                   |
| Shadui                     | 97.44       | 33.285          | Shaduimarkt                | 529147               | 342                   |
| Gujing                     | 112.32      | 43.100          | Gujingmarkt                | 529145               | 384                   |
| Sanjiang                   | 82.37       | 45.600          | Sanjiangmarkt              | 529142               | 554                   |
| Muzhou                     | 80.09       | 41.070          | Chang'anstraat             | 529143               | 513                   |
| Da'ao                      | 52.51       | 32.180          | Guangdastraat 5            | 529144               | 616                   |
| totaal                     | 1349.1      | 741.866         | Huicheng, Tongqingstraat 2 | 529100               | 550                   |

## Geschiedenis
Aan het begin van Republiek China (1911) vertrokken veel Xinhuinezen naar andere gebieden in de provincie Guangdong om werkt te zoeken. Velen kwamen in Hongkong terecht. Een zeer groot percentage Hongkongers heeft zijn jiaxiang in Xinhui.
In februari 1949 kwam het Chinese volksbevrijdingsleger aan in Xinhui. De Kwomintang-mensen vluchtten naar de stad Kanton.

## Regionale media
- XHCATV 新会市广播电视台
- Xin Hui volksradio-omroep 新会人民广播电台

## Bezienswaardigheden

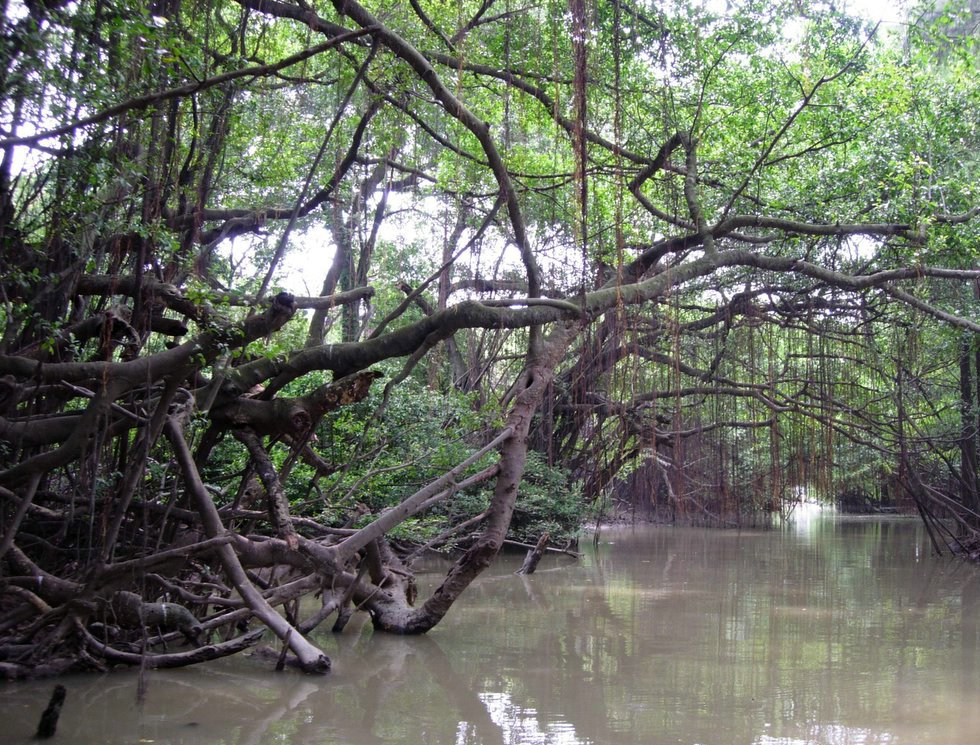
Vogeltjesparadijs

- Vogeltjesparadijs 小鸟天堂
- Huis van Liang Qichao
- Confuciustempel van Xinhui

## Omgangstaal
De meest gebruikte omgangstaal van de oorspronkelijke bewoners van Xinhui is het lokale dialect, Xinhuihua. Het Xinhuihua bestaat uit de subdialecten Huichenghua, Siqianhua en Shatianhua. Het Xinhui'se dialecten hebben zich in begin twintigste eeuw verbreid in Hongkong door het grote aantal Xinhuinese immigranten in Hongkong dat vóór de oprichting van de Chinese volksrepubliek kwam. Tegenwoordig wordt het aantal Xinhuihuasprekers in Hongkong steeds kleiner. Doordat de meeste Hongkongers hun jiaxiang zijn vergeten en daardoor ook hun dialect. Veel Hongkongers met Xinhui als jiaxiang vinden het Standaardkantonees belangrijker dan het dialect en leren hun Xinhuihua dus niet.
In de Xinhui'se bergen en de plaatsen Daze, Tonghe, Jiyushan etc. wordt ook het Hakka'se dialect Yuexi-Hakka gesproken.
gesproken dialecten in Xinhui:
- Huichenghua
- Siqianhua
- Shatianhua
- Yuexi-Hakka

## Veelvoorkomende achternamen
- 李 Li
- 梁 Liang
- 黄 Huang
- 陈 Chen
- 林 Lin
- 赵 Zhao
- 张 Zhang
- 吴 Wu
- 谭 Tan
- 锺 Zhong
- 叶 Ye

## Bekende merken uit Xinhui
- Lee Kum Kee 李锦记, producent van onder andere sojasauzen
- Jingji 苟记腊味
- Dayou 大有酱园
- Bali (voedselfabrikant) 百利

## Geboren in Xinhui of Xinhui hebben alsjiaxiang
- Andy Lau
- Liang Qichao
- Alan Tam
- Lai Man-Wai
- Christopher Wong
- Gigi Leung
- Joey Yung
- Gillian Chung
- Tiffany Lam
- William So
- Connie Chan Po-Chu
- Eric Tsang
- Bowie Tsang
- George Lam
- Ha Yu
- Tan Jiangbo
- Ye Han
- Wong Ka Wai
- Bobby Au-Yeung